# Yaodu
Yaodu (en chino, 尧都; pinyin, Yáodū) es un distrito urbano bajo la administración directa de la Prefectura Linfen  en la Provincia de Shaanxi, República Popular China.  Su área es de 1307 km² y su población total para 2010 superó los 940 mil habitantes.

## Administración
Desde julio de 2023, el  Distrito Yaodu  se divide en 26 pueblos que se administran en 10 subdistritos, 10 poblados y 6 villas.

## Toponimia
Se dice que este lugar fue construido por el emperador Yao, por lo que se le llamó Yao-Du (la capital de Yao) .